# Militär straffrätt
Militär straffrätt betecknar särskild lagstiftning och rättsförfaranden för brott begångna av militär personal, i de länder där sådana brottsliga gärningar behandlas utanför den allmänna straffrätten. I vissa jurisdiktioner döms soldater och befäl inte heller i civila domstolar för brott begångna under militärtjänstgöring. Den militära straffrätten skall inte förväxlas med tillfälliga krigslagar, som enbart tillämpas i en krigssituation och främst behandlar statsapparatens funktioner, även om vissa äldre publikationer syftar på just strafflagstiftningen.

## Juridisk omfattning
Vad som innefattas i den militära straffrätten varierar mellan olika jurisdiktioner. I vissa stater inkluderas brott mot civilpersoner, i krigs- eller fredstid. Åtskilliga länder räknar till den militära straffrätten sådana gärningar mot annan militär personal som är brottsliga även i en civil kontext, såsom vålds- och sexualbrott. Unikt militära förbrytelser som ordervägran, desertering, att ha visat feghet inför fienden samt respektlöshet mot befäl kan likaså hanteras inom ramen för den militära straffrätten. Historiskt har det även förekommit att brott som begåtts i fält hanterats av summariska ståndrätter. Huruvida faktiska krigsrätter idag dömer istället för det civila domstolsväsendet skiljer sig åt mellan olika länder.

## Exempel i olika länder

### Sverige
Fram till 1948 behandlades brott av krigsmän i särskilda lagar och straff utdömdes av krigsdomstolar. Sedermera har all speciallagstiftning på detta område avskaffats och samtliga sådana brott återfinns istället i brottsbalken. 1986 omvandlades flera militära brott till disciplinförseelser som kan resultera i arbetsrättsliga konsekvenser som löneavdrag.